# Funky (Musiker)

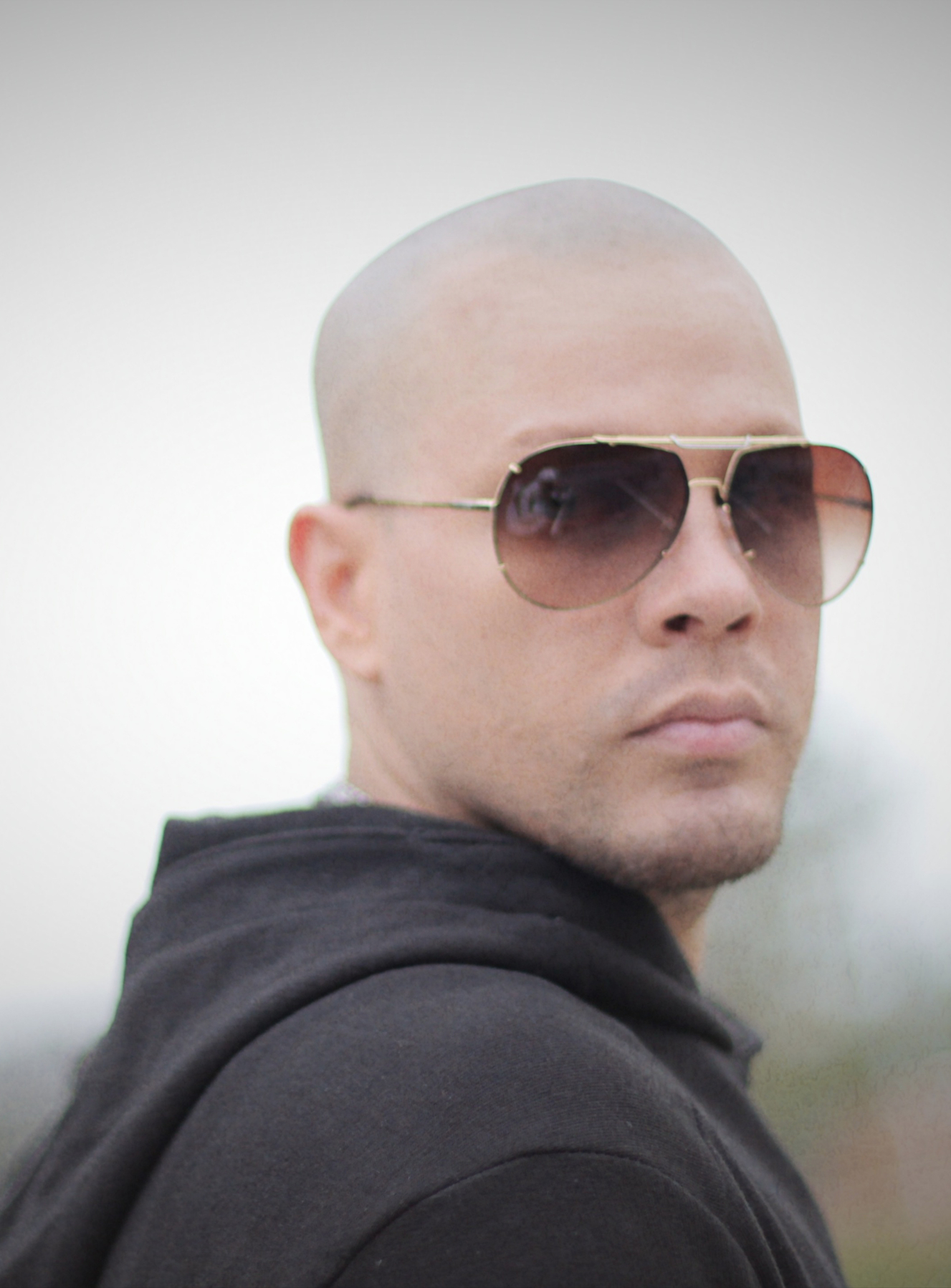
Funky

Funky, bürgerlich: Luis Marrero, (* 23. Januar 1974 in San Juan, Puerto Rico) ist ein mexikanisch-US-amerikanischer Musiker und Vertreter des Christlichen Reggaeton.

## Leben
Marrero wuchs in Mexiko auf und lebte in New Orleans. Im Jahr 1995 beschloss Marrero, Musiker zu werden, er ging mit seinem langjährigen Freund Vico C zurück nach San Juan und versuchte dort einen Plattenvertrag zu besorgen. Die beiden scheiterten bei den Reggaeton Labels. Im Jahr 1997 nahmen sie zusammen eine Demo auf, wodurch sie einen Plattenvertrag bei Universal bekamen. 1999 veröffentlichte Funky sein Debütalbum mit dem Namen Funkytown. Danach eröffnete er im selben Jahr sein eigenes Label Funkytown Music.

## Diskografie

### Studioalben
- Funkytown (1999)
- Especies En Peligro (2004)
- Corriendo Para Ganar (2007)
- Flow Sinfonico (2009)
- Acceso Total (2010)

### Live-Alben
- Funky En Vivo Desde Costa Rica (2006)
- Acceso Total Tour Edition (2011)

### Presents-Alben
- Funky Presenta: Los Vencedores (2005)
- Funky Presenta: Los Vencedores Platinum Edition (2006)
- Funky & DJ Pablo Presentan: Vida Nueva (2006)

### Kollaborationen
- Funky & Vico C - Dale Con Cristo (1998)
- Funky & Vico C - Mucho Más (2001)
- Funky & Vico C - Mucho Más Flow (2001)
- Funky & Vico C - Mucho Más Vol.2 (2002)
- Funky & Vico C - Los Vallaqueros (2003)
- Funky & Manny Montes - El Numero Uno (2005)
- Funky & Vico C - Mucho Más Flow Y Más (2006)
- Funky & Vico C - Los Vallaquero Vol.2 (2007)

### Singles
- Funkytown (1999)
- Especies En Peligro (2004)
- Lo Que Traigo Es Flow (2005)
- Subelo Ft. Sammy (2005)
- Mi Maestro (2005)
- Pon Atencion (2006)
- Que Siga La Fiesta (2006)
- Tiene Que Correr Ft. 7Point (2007)
- Hoy (2010)

## Musikvideos
- Aquel Que Habia Muerto (w/Vico C; 1998)
- Funkytown (1999)
- Lo Que Traigo Es Flow (2005)
- Mi Maestro (2005)
- Que Siga La Fiesta (2006; Live Video)
- Me Estas Matando (2008)
- Hoy (2010)